# Meir David Loewenstein
Meir David Loewenstein (en hebreo: מאיר-דוד לוונשטיין‎), (1 de junio de 1904 - 15 de agosto de 1995) fue un político israelí y uno de los firmantes de la Declaración de Independencia de Israel.

## Biografía
Nacido en Copenhague, Dinamarca en 1904, Loewenstein estudió en una escuela de negocios en Suiza y en una Yeshivá en Ámsterdam, Países Bajos. Durante su juventud se involucró en el movimiento juvenil europeo Agudat Israel, del cual más tarde se convirtió en presidente.
Después de emigrar a Eretz Israel en 1934, permaneció activo en Agudat Yisrael. Como miembro destacado de la organización, Loewenstein se convirtió en miembro de Moetzet HaAm (más tarde el Consejo de Estado Provisional) y firmó la Declaración de Independencia de Israel en 1948. Sin embargo, más tarde afirmó:
Ignoró nuestro derecho exclusivo a Eretz Israel, que se basa en el pacto del Señor con Abraham, nuestro padre, y las promesas repetidas en el Tanaj. Ignoró la aliyá de Ramban y los estudiantes de Vilna Gaon y el Ba'al Shem Tov, y de los [derechos de] judíos que vivían en el 'Antiguo Yishuv'.
Fue elegido miembro de la Knesset en las primeras elecciones del país en 1949 como miembro del Frente Religioso Unido, una alianza de los cuatro principales partidos religiosos. Sin embargo, perdió su escaño en las elecciones de 1951 .
Loewenstein rechazó la idea de una constitución para Israel, afirmando que:
"Si contradice la Torá de Israel, es una revuelta contra el Todopoderoso; si es idéntica a la Torá, es superflua. Una constitución conducirá a una lucha intransigente... una Kulturkampf ". 
En 1972, Loewenstein se convirtió en presidente del Comité para la Salvación Espiritual. Murió en 1995.